# PlayNow Arena
PlayNow era una piattaforma per il download di musica, giochi, suonerie, sfondi e temi, sviluppato da Sony Ericsson. Il servizio fu lanciato nel Febbraio 2004 per i possessori dei dispositivi mobili SE, raggiungendo 32 paesi. 
Nel 2008 esce la versione per browser, rinominata in PlayNow arena. Questa fu inizialmente lanciata nei Paesi nordici ed offriva contenuti gratuiti e premium: più di un milione di tracce musicali delle etichette discografiche Sony Music, Warner Music ed EMI. Inoltre, offriva la possibilità di scaricare una copia della traccia MP3 di alta qualità sul PC ed una di bassa qualità sul telefono.
La piattaforma consentiva il riconoscimento di una canzone attraverso il TrackID. Infatti, era possibile registrare alcuni secondi della canzone dal proprio dispositivo e, grazie al sistema Gracenote, il software avrebbe trovato l'artista e il titolo della traccia. Nel caso di disponibilità, l'utente veniva reindirizzato alla pagina di acquisto della canzone.
Nel Settembre 2008, Sony Ericsson annuncia PlayNow plus, un servizio con abbonamento mensile. Questo fu lanciato in Svezia al costo di 99 corone svedesi (circa €9.5) in accordo con l'operatore telefonico Telenor.
Nel Maggio 2009, Sony Ericsson annuncia PlayNow arena with movies. La nuova piattaforma includeva, oltre alla musica, la possibilità di scaricare fino a 60 film all'anno, scelti in base ai diritti paese per paese. I film potevano essere visualizzati illimitatamente entro 90 giorni dal noleggio, ma solo da PC. PlayNow arena with movies fu lanciato nel Giugno 2009 in Svezia, Norvegia, Paesi Bassi, Germania e Regno Unito.
Con la completa acquisizione di Sony nel 2011, questo servizio è stato sostituito da Sony Entertainment Network.